# Parangitia veluta
Parangitia veluta là một loài bướm đêm trong họ Noctuidae.